# Wipeout (chương trình truyền hình)
Wipeout (tạm dịch: Cú ngã) là một trò chơi truyền hình của Mỹ ban đầu được phát sóng trên ABC từ ngày 24 tháng 6 năm 2008 đến ngày 7 tháng 9 năm 2014. Năm 2021, chương trình được khởi động lại trên TBS, cùng với John Cena, Nicole Byer và Camille Kostek đều là dẫn chương trình.
Chương trình ban đầu được đẫn dắt và bình luận bởi John Henson và John Anderson, trong khi Jill Wagner đóng vai trò là phóng viên "tại chỗ". Phóng viên tạm thời của một mùa phát sóng là Vanessa Lachey. Người sáng tạo và điều hành sản xuất là Matt Kunitz và Scott Larsen. Chương trình được phân phối bởi Endemol Shine và được ghi hình tại Sable Ranch ở Canyon Country, Santa Clarita, California, phía bắc Los Angeles.

## Lịch sử
Chương trình được công chiếu vào ngày 24 tháng 6 năm 2008, trên kênh ABC. Sau khi được công chiếu, người đồng chủ trì Elon Gold đã được thay thế. Các nhà sản xuất đã gọi Michael Glazer để tìm "người thay thế người dẫn chương trình truyện tranh" mà cuối cùng thuộc về John Henson. Thành công của mùa đầu tiên đã tạo ra một loạt phiên bản quốc tế của Wipeout, ra mắt tại các quốc gia bao gồm Vương quốc Anh và Argentina vào tháng 1 năm 2009.
Vào ngày 8 tháng 12 năm 2008, ABC đã công bố kế hoạch phản đối chương trình truyền hình trong ngày thi đấu Super Bowl game-day telecasts của NBC với một tập phát sóng có sự tham gia của các ngôi sao thể thao, mang tên "Wipeout Bowl". Tập phim được phát sóng ngay sau trận đấu. Tập phim có sự góp mặt của các nữ hoạt náo viên thi đấu với các fan hâm mộ thể thao nam "couch potato". Trong tập đặc biệt kéo dài một giờ, Monica Kauffman đã trở thành thí sinh nữ đầu tiên giành chiến thắng của chương trình. Sau khi lên sóng, một thông báo đã được đưa ra rằng mùa thứ hai đã được đưa vào hoạt động và quảng cáo cho mùa này sau đó đã được phát sóng.
Mùa thứ hai được phát sóng vào mùa hè năm 2009. Theo TV Week, năm 2009 Wipeout đã trở thành game show nổi tiếng thứ ba trên thế giới, dựa trên xếp hạng. Vào ngày 22 tháng 7 năm 2009, Wipeout được gia hạn thêm mùa thứ ba và bắt đầu ghi hình vào tháng 9 năm 2009.
Mùa thứ ba của chương trình được công chiếu vào ngày 22 tháng 6 năm 2010, với tập đặc biệt "Blind Date" dài hai giờ mở đầu loạt phim vào ngày 1 tháng 6. ABC sau đó đã thông báo rằng các tập theo chủ đề khác sẽ xuất hiện trong mùa 3, bao gồm các tập chỉ dành cho phụ nữ và gia đình. Tập cuối cùng của mùa thứ ba được phát sóng vào ngày 14 tháng 9 năm 2010, tên là "America's Finest Edition", có sự góp mặt của một số anh hùng nước Mỹ, bao gồm cả lính cứu hỏa và cảnh sát.

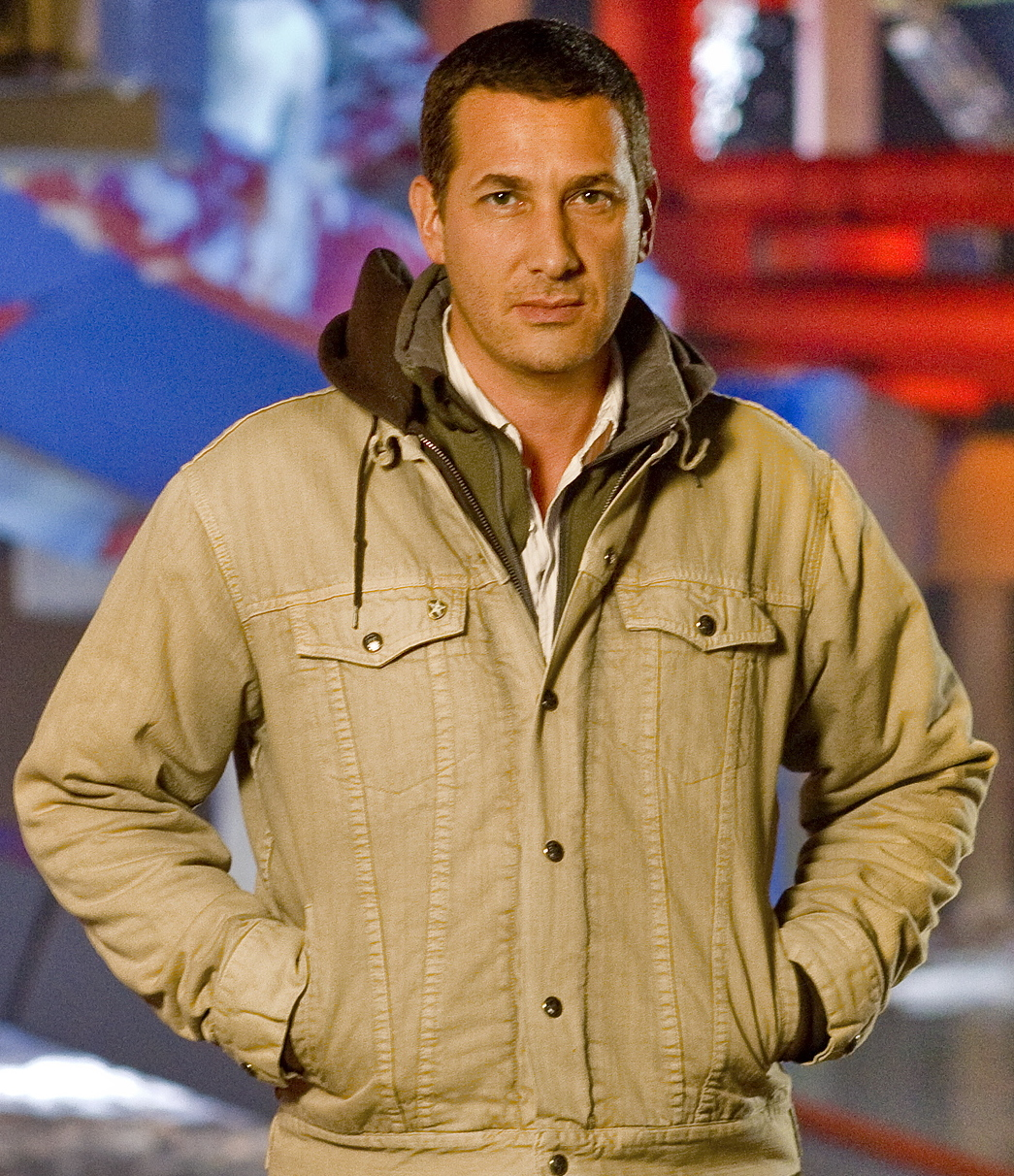
Đồng sáng tạo và điều hành sản xuất Matt Kunitz ở khu vực phần thi Wipeout Zone của năm 2010

Vào ngày 15 tháng 8 năm 2010, ABC thông báo rằng chương trình đã được ký hợp đồng làm mùa thứ tư. Thông báo cho biết thêm: "Wipeout có điểm khác biệt là loạt trò chơi truyền hình thực tế duy nhất ra mắt trong những năm gần đây đã chứng tỏ được sức mạnh bền bỉ đã được chứng minh." Vào ngày 13 tháng 10 năm 2010, ABC công bố kế hoạch rằng mùa thứ tư sẽ được chia thành ba phần – mùa đông, mùa xuân và mùa hè với tổng cộng 32 tập: 8 tập mùa đông, 7 tập mùa xuân và 17 tập mùa hè. Mùa thứ tư được công chiếu vào ngày 6 tháng 1 năm 2011.
Vào ngày 16 tháng 6 năm 2011, ABC thông báo rằng chương trình đã được gia hạn thêm mùa thứ năm và Vanessa Lachey sẽ thay thế người đồng dẫn chương trình Jill Wagner trong chương trình. Các tập mới của Winter Wipeout bắt đầu vào ngày 8 tháng 12 năm 2011, với một tập đặc biệt về Giáng sinh, mang tên Winter Wipeout: Deck the Balls. Cùng năm đó, các bản phát lại tổng hợp của Wipeout được phát sóng trên truTV và TBS.
Vào ngày 29 tháng 8 năm 2012, Wipeout đã được chọn cho mùa thứ sáu. Ngoài ra, đã có thông báo rằng người đồng dẫn chương trình cũ Jill Wagner sẽ trở lại chương trình sau khi vắng bóng một mùa phát sóng. John Anderson và John Henson cũng trở lại với tư cách bình luận viên. Vanessa Lachey rời khỏi chương trình do sắp mang thai.
Vào ngày 30 tháng 8 năm 2012, Activision đã phát hành trò chơi Wipeout cho iOS và nhanh chóng trở thành ứng dụng bán chạy nhất trên App Store.
Vào ngày 9 tháng 5 năm 2013, mùa 6 được lên sóng. Trong mùa thứ sáu, Wipeout đã kỷ niệm tập phát sóng thứ 100.
Đối với những người chiến thắng mùa 7 từ mỗi tập sẽ được tập hợp lại để tham gia "Tournament of Champions" vào cuối mùa phát sóng để tranh giành danh hiệu Ultimate Wipeout Champion. Mùa 7 kết thúc vào ngày 7 tháng 9 năm 2014.
Được biết, đã được cải tiến cho mùa 8 với tên gọi Wipeout Extreme vào mùa hè năm 2015, ABC đã lặng lẽ hủy bỏ chương trình và xóa nó khỏi trang web của mạng. Chương trình đã không được gia hạn thêm mùa 8.

## Dẫn chương trình
| Mùa | Dẫn chương trình | Dẫn chương trình | Dẫn chương trình |
| Mùa | 1                | 2                | 3                |
| --- | ---------------- | ---------------- | ---------------- |
| 1   | John Anderson    | John Henson      | Jill Wagner      |
| 2   | John Anderson    | John Henson      | Jill Wagner      |
| 3   | John Anderson    | John Henson      | Jill Wagner      |
| 4   | John Anderson    | John Henson      | Jill Wagner      |
| 5   | John Anderson    | John Henson      | Vanessa Lachey   |
| 6   | John Anderson    | John Henson      | Jill Wagner      |
| 7   | John Anderson    | John Henson      | Jill Wagner      |

### Phiên bản khởi động lại trên TBS
Vào tháng 4 năm 2020, có thông báo rằng chương trình sẽ quay trở lại trên đài TBS. Vào tháng 9 năm 2020, John Cena, Nicole Byer và Camille Kostek đã được công bố là người dẫn chương trình của Wipeout phiên bản khởi động lại. Đã được công chiếu vào ngày 1 tháng 4 năm 2021. Vào ngày 19 tháng 5 năm 2021, có thông báo rằng phiên bản khởi động lại đã được gia hạn thêm mùa 2.

## Lối chơi

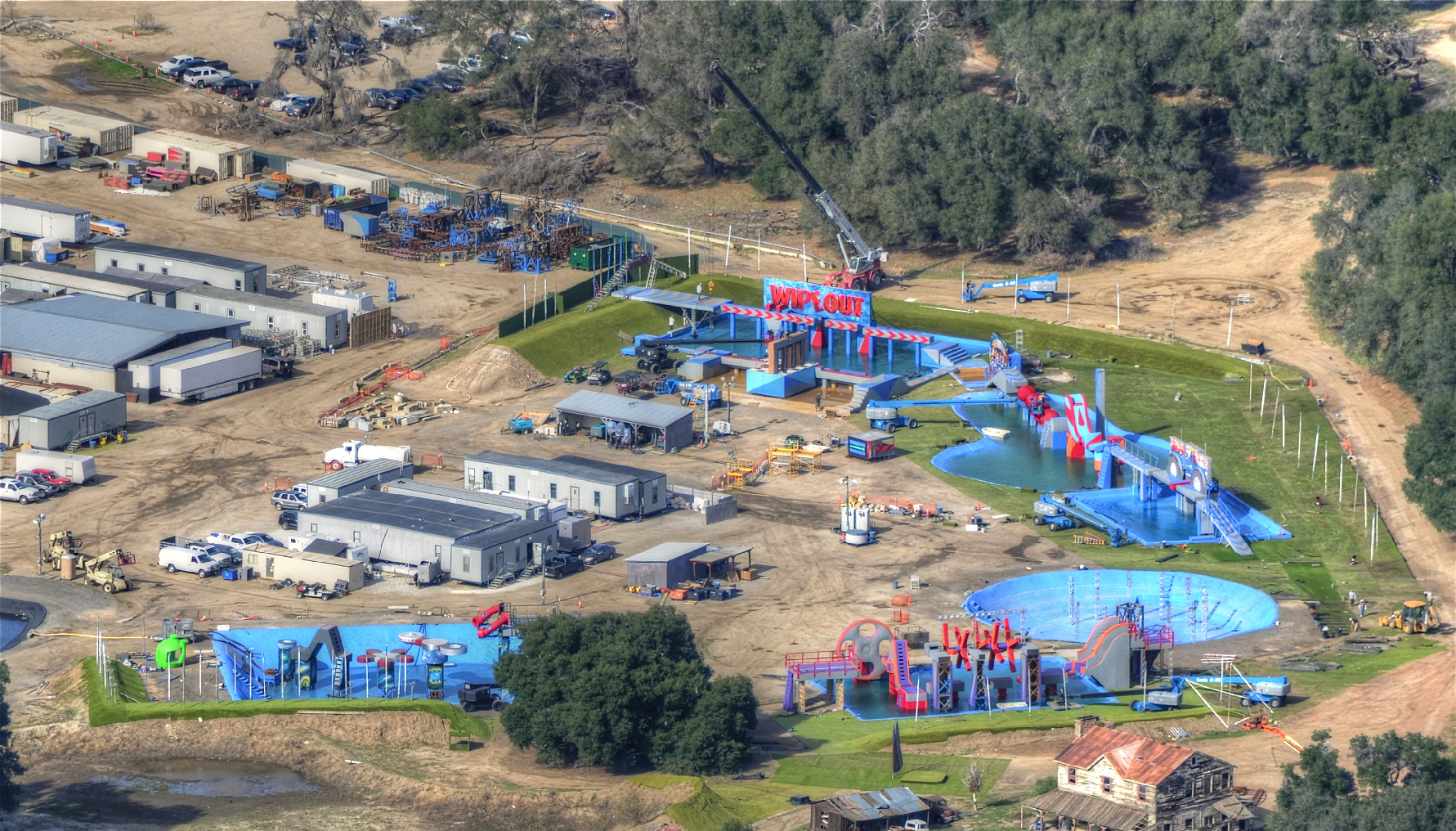
Bối cảnh sân chơi của Wipeout ở Sable Ranch, như đã thấy vào năm 2014

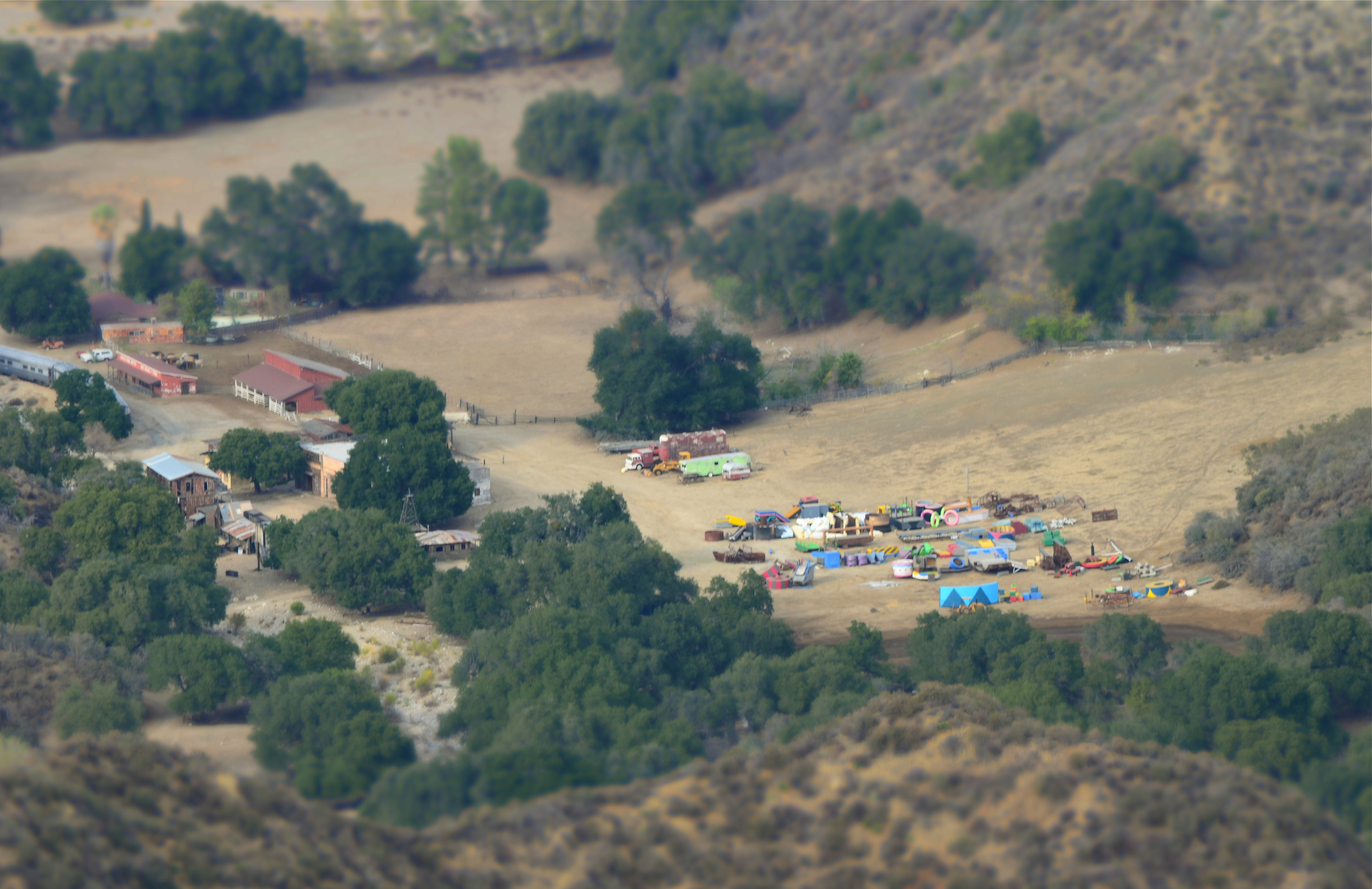
Khu vực lưu trữ của Wipeout lấy bối cảnh ở Sable Ranch, như được thấy vào năm 2013

Các thí sinh cạnh tranh qua bốn vòng thi cho đến khi xác định được người chiến thắng cuối cùng. Vòng đầu tiên có 24 thí sinh (được giới thiệu từ mùa 1–3, nhưng từ mùa 4 trở đi, không phải tất cả đều được lộ diện) vượt qua hàng loạt chướng ngại vật. 12 thí sinh về đích nhanh nhất nhất sẽ giành quyền vào vòng sau. Chương trình chưa bao giờ nói rõ với khán giả liệu thời gian về đích có được điều chỉnh hay không hoặc như thế nào nếu không hoàn thành các chướng ngại vật trên đường đi.
Hai vòng tiếp theo diễn ra trên hai chướng ngại vật phức tạp khác nhau. Chúng thường liên quan đến các công trình kiến trúc lớn mà các đối thủ cạnh tranh phải đi vào, di chuyển xung quanh trong khi các thiết bị thù địch cố gắng đánh bật chúng, sau đó nhảy xuống bãi đáp để kết thúc, nơi Jill Wagner đang đợi họ. Các đối thủ tiếp tục thử thách chướng ngại vật này cho đến khi khoảng một nửa trong số họ về đích và nửa còn lại bị loại. Điều này sẽ chỉ còn lại bốn người đứng đầu (ba người đứng đầu trong một số mùa phát sóng) lọt vào vòng thi cuối cùng được gọi là Wipeout Zone (vùng quét ngã/vùng rơi), người chiến thắng vòng cuối cùng này sẽ giành được danh hiệu Wipeout Champion và giải thưởng lớn là 50.000 USD.
Các thử thách thay đổi mỗi tuần nhưng luôn có những chướng ngại vật kỳ lạ và hài hước, chẳng hạn như "Sucker Punch", "Big Balls" (chướng ngại vật đặc trưng của chương trình, bốn quả cầu màu đỏ rất lớn theo trình tự phải vượt qua ngay từ đầu và không thành công) thường dẫn đến việc không vượt qua thử thách ở các góc kỳ lạ), "Sweeper", "Dizzy Dummy" hay "Dreadmill. Luôn nhấn mạnh vào các chướng ngại vật có thể tạo ra va chạm đột ngột (bề mặt chướng ngại vật được đệm dày và các đối thủ cạnh tranh đôi khi đội mũ bảo hiểm hoặc áo phao), sau đó là những cú rơi ngoạn mục xuống vùng nước bên dưới, đây là những pha này gọi là "wipeout" (cú ngã) giống với tiêu đề của chương trình. Là một phần của quá trình loại bỏ, các thí sinh thường bị bao phủ trong bùn, bọt xà phòng, thùng thức ăn hoặc các chất không chắc chắn khác.
Một trong những điểm nhấn của chương trình là các bình luận viên có lối bình luận hài hước, thường chế nhạo và lăng mạ các thí sinh khi họ thi đấu. Người dẫn chương trình thường xuyên sử dụng cách chơi chữ. Hiệu ứng âm thanh vui nhộn và hiệu ứng hình ảnh sến sẩm cũng thường được thêm vào. Sự trao đổi giữa hai người dẫn chương trình thường là một tình tiết phụ của các tập phát sóng, trong đó Anderson chủ yếu đóng vai trò đó một cách thẳng thắn như một người đóng từng vai trong khi Henson đưa ra những tình tiết vô nghĩa và không theo trình tự làm bình luận phong phú.
Jill Wagner cung cấp các tính năng bổ sung phản ứng và cũng cung cấp các cuộc phỏng vấn với các thí sinh được quay trước khi phần thi của họ bắt đầu. Những cuộc phỏng vấn này có xu hướng nhấn mạnh những khía cạnh kỳ lạ trong tính cách của các thí sinh, với việc Wagner đưa ra lời bình luận khi cuộc trò chuyện tiếp tục. Nói chung, chỉ những người vượt qua vòng đầu tiên mới được giới thiệu và một biệt danh sẽ được đặt để sử dụng trong suốt cuộc thi.
Vào ban đêm, chương trình chuyển sang một bước ngoặt hoành tráng và nghiêm túc, với sự hài hước được giảm bớt và nhạc nền nghiêm túc thay vì nhạc chủ đề vui vẻ. Bốn hoặc ba thí sinh cuối cùng chơi riêng trên một chướng ngại vật lớn bên trong trường quay có tên là Wipeout Zone, mỗi người cố gắng hoàn thành chặng đua trong thời gian nhanh nhất, giống như vòng đầu tiên. Mặc dù có những thay đổi nhỏ được sử dụng trong mỗi tập, nhưng các thí sinh mặc bộ đồ lặn và bắt đầu bằng cách trượt xuống đoạn đường nối nước hoặc được phóng bằng máy phóng khổng lồ hoặc đốm màu vào đường đua và bơi đến chướng ngại vật đầu tiên. Các chướng ngại vật khác nhau giữa các tập, nhưng đường đi có một số chướng ngại vật mà các thí sinh phải vượt qua để đến được bệ đích đến. Người chơi có thời gian nhanh nhất trên đường đua được tuyên bố là "nhà vô địch" của tập phát sóng đó và được trao giải thưởng lớn trị giá 50.000 USD của chương trình. Vùng Wipeout Zone thường khiến các thí sinh đến bờ vực kiệt sức, đặc biệt là khi họ phải bơi về điểm xuất phát để thử lại một chướng ngại vật không thành công, không giống như vòng đầu tiên.  Tuy nhiên, trong mùa 7, Wipeout Zone tập trung vào tốc độ và các thí sinh được thực hiện 1 lần cho mỗi chướng ngại vật.

## Các tập phát sóng
| Mùa | Mùa | Số tập | Số tập | Phát sóng gốc       | Phát sóng gốc       |
| Mùa | Mùa | Số tập | Số tập | Phát sóng lần đầu   | Phát sóng lần cuối  |
| --- | --- | ------ | ------ | ------------------- | ------------------- |
|     | 1   | 11     | 11     | 24 tháng 6 năm 2008 | 16 tháng 9 năm 2008 |
|     | 2   | 17     | 17     | 1 tháng 2 năm 2009  | 16 tháng 9 năm 2009 |
|     | 3   | 18     | 18     | 1 tháng 6 năm 2010  | 14 tháng 9 năm 2010 |
|     | 4   | 31     | 31     | 6 tháng 1 năm 2011  | 15 tháng 9 năm 2011 |
|     | 5   | 24     | 24     | 8 tháng 12 năm 2011 | 29 tháng 9 năm 2012 |
|     | 6   | 16     | 16     | 9 tháng 5 năm 2013  | 19 tháng 9 năm 2013 |
|     | 7   | 13     | 13     | 22 tháng 6 năm 2014 | 7 tháng 9 năm 2014  |

## Đón nhận
Trong đêm ra mắt, Wipeout đã đạt được xếp hạng công chiếu cao nhất so với bất kỳ chương trình mới nào trong mùa hè năm 2008, vượt qua các chương trình mùa hè kỳ cựu đang cạnh tranh Hell's Kitchen và America's Got Talent. Khi mùa 1 đang lên sóng, Nielsen Media Research đã xếp nó ở vị trí đầu trong nhóm nhân khẩu học 18–49, vượt xa một chút so với America's Got Talent. Vào ngày 6 tháng 8 năm 2008, Wipeout chính thức được gia hạn thêm mùa thứ hai. Mùa thứ hai được công chiếu vào ngày 27 tháng 5 năm 2009 và với lượng khán giả xem lên đến 9,69 triệu, Wipeout đã vượt qua mức trung bình của mùa đầu tiên và mang lại cho ABC những con số tốt nhất vào 8 giờ tối Thứ Tư bắt đầu từ tháng 11 năm 2007. Phần thứ ba được công chiếu vào ngày 22 tháng 6 năm 2010, với rating 10,21 triệu, với tập đặc biệt "Blind Date" thu hút 12,8 triệu khán giả vào ngày 1 tháng 6 năm 2010. Năm 2016, một nghiên cứu của New York Times về 50 chương trình truyền hình có nhiều Facebook Like nhất cho thấy Wipeout "phổ biến nhất ở các vùng nông thôn, phía Bắc với lượng người xem lớn với tỷ lệ người da trắng: Idaho, Utah, Wisconsin và Maine đều đứng đầu danh sách của chương trình này".
Vào ngày 6 tháng 1 năm 2011, tập đặc biệt đầu tiên có tên Winter Wipeout được công chiếu với xếp hạng cao nhất từ trước đến nay của chương trình, đánh bại đối thủ lúc 8 giờ tối trong nhóm nhân khẩu học 18–49 đáng xem nhất và nhiều bản demo quan trọng khác.

## Giải thưởng và đề cử
| Năm  | Giải thưởng          | Hạng mục                            | Kết quả   | Tham khảo         |
| ---- | -------------------- | ----------------------------------- | --------- | ----------------- |
| 2009 | Rose d'Or            | Entertainment Category              | Đề cử     | [ 29 ]            |
| 2010 | Entertainment Weekly | Guilty Pleasure Reality Showdown    | Đoạt giải | [ 30 ]            |
| 2010 | Kids' Choice Awards  | Favorite Reality Show               | Đề cử     | [ 31 ]            |
| 2011 | Kids' Choice Awards  | Favorite Reality Show               | Đề cử     | [ 32 ]            |
| 2011 | Teen Choice Awards   | Choice TV: Reality Competition Show | Đề cử     | [ 33 ]            |
| 2012 | Kids' Choice Awards  | Favorite Reality Show               | Đoạt giải | [ 34 ] [ Note 1 ] |
| 2013 | Kids' Choice Awards  | Favorite Reality Show               | Đoạt giải | [ 35 ]            |
| 2014 | Kids' Choice Awards  | Favorite Reality Show               | Đoạt giải | [ 36 ]            |
| 2014 | Teen Choice Awards   | Choice Summer TV Show               | Đoạt giải | [ 37 ]            |
| 2015 | Kids' Choice Awards  | Favorite Reality Show               | Đề cử     | [ 38 ]            |

1. ↑  Wipeout đã giành được giải thưởng lần đầu tiên, soán ngôi American Idol, vốn đã liên tục chiến thắng ở hạng mục này kể từ khi lên sóng. Hơn 220 triệu phiếu bầu đã được bỏ vào.[34]

## Vụ kiện
Ý tưởng và phong cách của chương trình đã được so sánh với một số trò chơi truyền hình của Nhật Bản, nổi bật nhất là Takeshi's Castle, Unbeatable Banzuke và Sasuke. Điều này đã thu hút sự chú ý của đài truyền hình Nhật Bản Tokyo Broadcasting System, người đã đệ đơn kiện vi phạm bản quyền chống lại ABC, cáo buộc rằng Wipeout là "sự sao chép trắng trợn" của một số trò chơi truyền hình kinh điển cạnh tranh của Nhật Bản. Trong số các cáo buộc có việc ABC đã mua các cụm từ tìm kiếm như MXC (phiên bản hài kịch Mỹ hóa của Takeshi's Castle) trên Google để giúp thu hút lưu lượng truy cập đến trang Wipeout chính thức và những trở ngại cụ thể trong Wipeout là những thử thách trong các trò chơi truyền hình Nhật Bản đó.
Người sáng tạo và điều hành sản xuất Wipeout Matt Kunitz, đồng thời cũng là người điều hành sản xuất Fear Factor (NBC) của Endemol, cho biết Wipeout "được lấy cảm hứng từ 90% Fear Factor,  10% trò chơi truyền hình Nhật Bản", trả lời phỏng vấn của Los Angeles Times rằng Wipeout ra đời từ mong muốn được thực hiện một chương trình hành động mạo hiểm hài hước. Anh được cho là muốn bán chương trình khi Fear Factor gặp America's Funniest Home Videos. Vụ kiện được giải quyết vào tháng 12 năm 2011 thông qua hòa giải với thẩm phán liên bang mà không cần xét xử.

## Trò chơi điện tử
Đã có 8 trò chơi điện tử dựa trên Wipeout. Lần đầu tiên chương trình được chuyển thể thành Wipeout: The Game, được phát hành vào ngày 22 tháng 6 năm 2010 cùng với buổi ra mắt mùa 3. Trò chơi được phát hành trên Wii và Nintendo DS và được phát triển bởi Activision. Trò chơi được chơi ở hai phiên bản khác nhau. Chế độ thử thách là nơi người chơi có thể thách thức các chướng ngại vật cụ thể và cố gắng đánh bại chúng trong một khoảng thời gian nhất định.  Cái còn lại là Play The Show, có nghĩa là chơi trò chơi giống như trong chương trình. Trò chơi trên Wii khác với chương trình (và đi cùng với Nintendo DS của nó) ở chỗ chỉ có 4 thí sinh và không có ai bị loại trong ba vòng đầu tiên. Trò chơi có lời bình luận của Henson, Anderson và Wagner, cả ba người đều được coi là nhân vật có thể mở khóa và chơi được.
Một trò chơi Wipeout khác đang được Activision phát triển, lần này dành cho Xbox 360 với Kinect, có tựa đề 'Wipeout: In The Zone'. Trò chơi này tận dụng tối đa lợi thế của điều khiển từ xa Kinect và có các vòng xóa ragdoll cũng như các vòng khác với phiên bản Wii và DS, chẳng hạn như Bruiseball. Trò chơi được phát hành "cùng với buổi chiếu ra mắt mùa hè của Wipeout trên ABC" vào ngày 16 tháng 6 năm 2011. Activision thông báo vào ngày 18 tháng 8 năm 2011 rằng phần tiếp theo trực tiếp của trò chơi Wipeout đầu tiên đang được phát triển có tựa đề  Wipeout 2  dành cho Xbox 360 với Kinect, PlayStation 3, Wii, Nintendo DS và Nintendo 3DS. Trò chơi mới được mô tả là "Cung cấp các thiết kế sân chơi cập nhật, độc đáo trên tất cả các nền tảng với các chướng ngại vật và hiệu ứng được lấy trực tiếp từ mùa hè và mùa đông của chương trình. Người chơi phải di chuyển xung quanh tuyết, băng, bọt xà phòng và các chướng ngại vật được người hâm mộ yêu thích như Sucker Punch và Big Balls đang trở lại đầy thắng lợi cùng với hơn 50 người khác".
Được phát hành vào ngày 11 tháng 10 năm 2011.
Phần tiếp theo thứ 2 có tựa đề Wipeout 3 được công bố vào ngày 29 tháng 6 năm 2012 và phát hành cho Xbox 360, Wii và Nintendo 3DS vào ngày 25 tháng 9 năm 2012 và Wii U vào ngày 18 tháng 11 năm 2012. Activision thông báo vào ngày 25 tháng 6 năm 2013, một trò chơi mới có tên Wipeout: Create & Crash sẽ được phát hành trên Wii, Wii U, Xbox 360 và Nintendo 3DS vào ngày 15 tháng 10 năm 2013.
| Tên trò chơi            | Nhà phát triển        | Nhà phát hành | Nền tảng                                            | Ngày phát hành                                                                        | Thể loại  | Tham khảo |
| ----------------------- | --------------------- | ------------- | --------------------------------------------------- | ------------------------------------------------------------------------------------- | --------- | --------- |
| Wipeout: The Game       | Activision            | Activision    | Wii Nintendo DS                                     | - NA: 22 tháng 6 năm 2010                                                             | Hành động | [ 51 ]    |
| Wipeout in the Zone     | Behaviour Interactive | Activision    | Xbox 360                                            | - NA: 14 tháng 6 năm 2011                                                             | Hành động | [ 52 ]    |
| Wipeout 2               | Activision            | Activision    | Xbox 360 PlayStation 3 Wii Nintendo 3DS Nintendo DS | - NA: 11 tháng 10 năm 2011                                                            | Hành động | [ 53 ]    |
| Wipeout                 | Activision            | Activision    | iOS                                                 | - NA: 30 tháng 8 năm 2012                                                             | Hành động | [ 54 ]    |
| Wipeout 3               | Activision            | Activision    | Xbox 360 Wii Nintendo 3DS Wii U                     | Xbox 360, Wii, Nintendo 3DS - NA: 25 tháng 9 năm 2012 Wii U- NA: 18 tháng 11 năm 2012 | Hành động | [ 55 ]    |
| Wipeout                 | Activision            | Activision    | Android                                             | - NA: 8 tháng 2 năm 2013                                                              | Hành động | [ 56 ]    |
| Wipeout: Create & Crash | Behaviour Interactive | Activision    | Xbox 360 Wii Nintendo 3DS Wii U                     | - NA: 15 tháng 10 năm 2013                                                            | Hành động | [ 57 ]    |
| Wipeout 2               | Activision            | Activision    | iOS Android                                         | - NA: 28 tháng 8 năm 2014                                                             | Hành động | [ 58 ]    |

## Phiên bản quốc tế
Endemol Shine North America đã bán bản quyền format của chương trình cho hơn 40 quốc gia/vùng lãnh thổ và đã thiết lập hai sân chơi ở Argentina cho các phiên bản quốc tế đó. Các phiên bản trước đây, hiện tại và sắp tới bao gồm:
| Quốc gia/vùng lãnh thổ | Tên gọi                                                 | Dẫn chương trình                                                                                    | Kênh trình chiếu          | Công chiếu           |
| ---------------------- | ------------------------------------------------------- | --------------------------------------------------------------------------------------------------- | ------------------------- | -------------------- |
| Thế giới Ả Rập         | وايب أوت Wipeout                                        | Mustafa Alagha, Tamer Abd El-Monem, Karen Derkalostian                                              | MBC 1                     | tháng 5 năm 2009     |
| Argentina              | Hombre al agua                                          | Sebastián Weinbaum and Eugenio Weinbaum (mùa 1, 3) Ivan de Pineda and Luli Fernendez (mùa 2)        | Canal 13                  | 5 tháng 1 năm 2009   |
| Úc                     | Wipeout Australia                                       | Kelly Landry, James Brayshaw and Josh Lawson                                                        | Nine Network/Go!          | 3 tháng 2 năm 2009   |
| Belarus                | Зачистка Zachistka                                      | Alexandra Pavlova and Ivan Vabishevich                                                              | ONT                       | 23 tháng 1 năm 2011  |
| Bỉ                     | Wipeout                                                 | Walter Grootaers, Bob Peeters & Lynn Pelgroms (& Wytske Kenemans)                                   | VTM                       | 4 tháng 3 năm 2009   |
| Brasil                 | Maratoma                                                | Fausto Silva                                                                                        | Rede Globo                | 19 tháng 7 năm 2009  |
| Canada                 | Wipeout Québec                                          | Valérie Simard, Alain Dumas and Réal Béland                                                         | V                         | 31 tháng 8 năm 2009  |
| Canada                 | Wipeout Canada                                          | Jonathan Torrens, Enis Esmer, Jessica Phillips                                                      | TVtropolis Family Channel | 3 tháng 4 năm 2011   |
| Chile                  | Hombre Al Agua                                          | Martín Cárcamo and Álvaro Salas                                                                     | TVN                       | 6 tháng 3 năm 2009   |
| Colombia               | Hombre Al Agua                                          | Pirry and Andrea Serna                                                                              | RCN TV                    | tháng 12 năm 2011    |
| Croatia                | Wipeout                                                 | Marina Jerkovic                                                                                     | RTL Televizija            | 12 tháng 4 năm 2009  |
| Cộng hòa Séc           | Wipeout – Souboj národů                                 | Libor Bouček, Janka Hospodárová                                                                     | Nova                      | 29 tháng 6 năm 2011  |
| Đan Mạch               | Wipeout                                                 | Uffe Holm, Martin Veltz, Thomas Mygind (mùa 1), Maria Montell (mùa 2), Anne Kejser (Vinter Wipeout) | Kanal 5                   | 5 tháng 3 năm 2009   |
| Phần Lan               | Wipeout Suomi                                           | Anna Easteden, Jacke Björklund, Sami Manninen                                                       | Fox                       | 2013                 |
| Pháp                   | Total Wipeout                                           | Stéphane Rotenberg, Alex Goude, Sandrine Corman                                                     | M6                        | 17 tháng 7 năm 2009  |
| Đức                    | WipeOut – Heul nicht, lauf!                             | Charlotte Engelhardt, Matthias Opdenhövel and Werner Hansch                                         | ProSieben                 | 10 tháng 3 năm 2009  |
| Hy Lạp                 | Wipeout                                                 | Christoforos Zaralikos, Dimitris Menounos, Eleni Karpontini (mùa 1), Giorgos Lianos (mùa 2)         | ANT1                      | 6 tháng 2 năm 2010   |
| Iceland                | Wipeout Ísland                                          | Sigmar Vilhjálmsson, Jóhannes Ásbjörnsson and Friðrika Hjördís Geirsdóttir                          | Stöð 2                    | 11 tháng 12 năm 2009 |
| Ấn Độ                  | Zor Ka Jhatka: Total Wipeout                            | Shahrukh Khan and Saumya Tandon                                                                     | Imagine TV                | 1 tháng 2 năm 2011   |
| Israel                 | וויפאאוט ישראל Wipeout Israel                           | Tal Berman and Aviad Kisos                                                                          | Channel 10                | 10 tháng 5 năm 2011  |
| Ý                      | Wipeout – Pronti a tutto!                               | Lillo e Greg                                                                                        | K2                        | 3 tháng 10 năm 2010  |
| Kazakhstan             | Экстрималы Ekstremalyi                                  | Azamat Ivashev, Anton Zykin, Evgeny Pereverzev, Axaule Alzhan                                       | Channel 7                 | 9 tháng 3 năm 2013   |
| Litva                  | Jokių kliūčių!                                          | Džiugas Siaurusaitis                                                                                | TV3                       | 10 tháng 1 năm 2009  |
| México                 | Resbalón                                                | José Ramón San Cristóbal, Eduardo Videgaray                                                         | Televisa                  | 29 tháng 8 năm 2009  |
| Mozambique             | O Gram Caida                                            | Noel Serra, Cristian Aureliano Maranhao                                                             | Promomedios Televisor     | 12 tháng 9 năm 2010  |
| Hà Lan                 | Wipeout                                                 | Wytske Kenemans, Dennis Weening, Klaas van der Eerden, Lynn Pelgroms                                | RTL 5                     | 15 tháng 2 năm 2009  |
| Na Uy                  | Wipeout                                                 | Anders Hoff, Øyvind Rafto (mùa 1-2), Synnøve Skarbø                                                 | TVNorge                   | 2 tháng 3 năm 2009   |
| Philippines            | Wipeout Matira, Matibay                                 | Paolo Contis, Vincent de Jesus                                                                      | GMA Network               | 15 tháng 3 năm 2010  |
| Ba Lan                 | Wipeout – Wymiatacze                                    | Tomasz Zimoch, Krzysztof 'Jankes' Jankowski, Katarzyna Olubińska                                    | TVN                       | 13 tháng 2 năm 2011  |
| Nga                    | Жестокие игры Zhestokiye Igry                           | Dmitry Dibrov, Kirill Nabutov, Yana Churikova                                                       | Channel One               | 7 tháng 3 năm 2010   |
| Nga                    | Навылет Navylet                                         | Danila Dunayev, Natali Nevedrova, Vladimir Strozhuk                                                 | Yu                        | 7 tháng 9 năm 2013   |
| Serbia                 | Wipeout                                                 | Ivan Tešanović and Miljan Milićević                                                                 | FOX Televizija            | 8 tháng 11 năm 2009  |
| Slovakia               | Wipeout – Súboj národov                                 | Janka Hospodárová, Libor Bouček                                                                     | Markíza                   | 3 tháng 7 năm 2011   |
| Slovenia               | Wipeout                                                 | Jernej Kuntner and Tomaž Cuder                                                                      | TV 3                      | Không rõ             |
| Tây Ban Nha            | ¡Guaypaut!                                              | Carmen Alcayde                                                                                      | Telecinco                 | 24 tháng 12 năm 2008 |
| Thụy Điển              | Wipeout                                                 | Felix Herngren, Hans Wiklund, Sofia Wistam (mùa 1-2), Christine Meltzer (mùa 3)                     | Kanal 5                   | 8 tháng 3 năm 2009   |
| Thổ Nhĩ Kỳ             | Wipeout                                                 | Asuman Krause                                                                                       | Show TV                   | 30 tháng 6 năm 2008  |
| Ukraine                | БУМ, Битва українських міст BUM, Bytva Ukrayinskyh Mist | Stepan Kazanin, Valeria Ushakova (mùa 1), Alexander Krikun, Olena Hovorova (mùa 2)                  | Inter TV                  | 7 tháng 3 năm 2010   |
| Ukraine                | Замочені (Zamocheni)                                    | Ehor Krutoholov, Oleksandr Berezhok, Anna Teslenko                                                  | ICTV                      | 16 tháng 6 năm 2013  |
| Vương quốc Anh         | Total Wipeout                                           | Richard Hammond and Amanda Byram                                                                    | BBC One, BBC Three, CBBC  | 3 tháng 1 năm 2009   |

Ghi chú:
- Tại Canada, phiên bản gốc của Mỹ phát sóng trên Toàn cầu trong 5 mùa đầu tiên, trong đó City phát sóng mùa thứ sáu, đài truyền hình V của Pháp-Canada cũng đã phát sóng phiên bản của Mỹ nhưng được lồng tiếng Pháp. Loạt phim gốc của Hoa Kỳ cũng được phát sóng ở Vương quốc Anh trên Challenge (với tên gọi Total Wipeout USA), ở New Zealand trên Comedy Central, ở Úc trên Nine Network, ở Philippines và Ấn Độ trên AXN và cả trên Comedy Central ở Ấn Độ, ở Hà Lan trên RTL 5 và ở Hồng Kông trên TVB Pearl.[81] Chương trình cũng được phát sóng ở Ireland bởi TG4 với phần lồng tiếng bằng tiếng Ireland và ở Slovenia bởi TV 3 với phần lồng tiếng bằng tiếng Slovenia kể từ mùa 3.
- Các quốc gia Scandinavia là Đan Mạch, Na Uy và Thụy Điển sản xuất các phiên bản riêng biệt của chương trình dựa trên cùng một cảnh quay về các thí sinh từ ba quốc gia thi đấu với nhau.
- Phiên bản tiếng Hà Lan là sự hợp tác giữa Hà Lan và Bỉ.
- Phiên bản Mỹ, Anh, Canada và Úc được phát sóng ở Bồ Đào Nha trên FX cũng như phiên bản tiếng Tây Ban Nha và Argentina và phát lại phần đầu tiên bằng tiếng Bồ Đào Nha trên +tvi.
- Phiên bản tiếng Ý được thực hiện từ chương trình của Mỹ, với âm thanh gốc vẫn có thể nghe được;  một số tập được lấy từ phiên bản Total Wipeout của Vương quốc Anh.
- Ở Mexico, phiên bản gốc của chương trình tại Mỹ được phát sóng trên mạng chị em của Televisa, Canal 5 (kênh truyền hình Mexico) dưới một cái tên khác, Resbalón Recargado, được lồng tiếng Tây Ban Nha. Tất cả 7 mùa được phát sóng trên mạng.[82]
- Pluto TV đã ra mắt kênh có chủ đề Wipeout vào năm 2019, kênh này chỉ phát sóng các phiên bản Anh, Canada và Úc.[83]
- Mùa 1-3 của phiên bản Mỹ, cùng với phiên bản Anh và Úc lần đầu tiên được phát sóng trên Nine/GO! ở Úc. Vào năm 2015, phiên bản Anh chưa cắt đã được phát sóng trên ABC2 và loạt 2-3 của phiên bản Mỹ được phát sóng trên 7mate.  Hiện tại, phiên bản Anh được phát sóng trên 10 Shake, mùa 4-7 và phiên bản khởi động lại trên TBS của Mỹ được phát sóng trên Fox8.